# Julia Beck
Julia Augusta Lovisa Beck (Stockholm, 20 december 1853 – 21 september 1935) was een Zweedse kunstenares en kalligraaf. Ze werd voornamelijk bekend door haar zelfportret uit de jaarlijkse tentoonstelling in Parijs uit 1880. Daarnaast stond ze bekend om haar landschappen.

## Biografie

### Zweden
Julia Beck werd geboren in Stockholm. Haar vader Franz Beck was boekbinder en haar broer Victor volgde deze carrière op. In haar jeugd hielp ze heel bij de zaak van haar vader samen met haar broer. Vanuit de winkel van haar vader heeft Julia haar vaardigheden als kalligraaf kunnen ontwikkelen. In 1872 werd ze toegelaten op de Konstacadiem, de nationale kunstacademie in Zweden.

### Frankrijk
In het jaar 1878 stopte Julia Beck bij de Konstacadiem en verhuisde naar Frankrijk om daar haar carrière in kunst voort te zetten. Hier woonde ze samen in een studio met drie andere Zweedse, vrouwelijke kunstenaars: Hildegard Thorell, Anna Munthe-Norsted en Elisabeth Keyser. Eind 19e eeuw was er in Frankrijk namelijk meer sprake van artistieke vrijheid dan in Zweden. Vrouwen konden bijvoorbeeld ook mannelijke naaktmodellen bestuderen en er was meer mogelijkheden om de kunst te tentoonstellen. In 1880 werd een zelfportret van Julia Beck tentoongesteld in de Annual Salon de Paris. Dit was voor Beck een startpunt van haar succesvolle schilderscarrière. Later heeft Beck dit zelfportret aan de Zweedse Konstacadiem gedoneerd, om haar werk en naam in Zweden ook te legitimeren. In 1881 werd ze toegelaten op de Privé Académie Julian, een Franse kunstacademie, onder leiding van de kunstenaars Léon Bonnat en Jean Léon Gérôme. In 1884 verliet ze deze academie, omdat ze de kleuren waar mee ze moest werken niet bij haar stijl vond passen.
In 1889 jaar stapte ze over naar de École des Beaux-Arts academie, onder de Belgische kunstenaar Alfred Stevens. Deze academie liet pas sinds 1887 vrouwen toe op de academie. De vrouwen kregen door dezelfde docenten les als de mannen, maar de vrouwen moesten in een ander gebouw les krijgen. Ook heeft ze een periode gestudeerd aan de Grez-sur-Loing art colony. Hier heeft ze haar interesse in de kunst en stijl van Japan kunnen beoefenen. In 1888 heeft Julia Beck een eigen huis gekocht in Vaucresson, een dorpje dichtbij Parijs. Vaucresson was een plek waar de Franse schilder Jean-Baptiste Camille Corot, een grote inspiratiebron voor Julia Beck, in zijn leven ook vaak is geweest. Op deze plek heeft Beck haar inspiratie gevonden, waar ze vandaag de dag het meest bekend om staat. In dit dorpje heeft Beck haar liefde voor het schilderen van stille wateren met omringende bebossing. Hier heeft ze tot aan haar dood in 1935 geleefd. Het hoogtepunt uit haar carrière gebeurde in 1934. In dit jaar kreeg ze in Frankrijk de Legion d’Honneur, wegens haar kunstwerken.

## Stijl

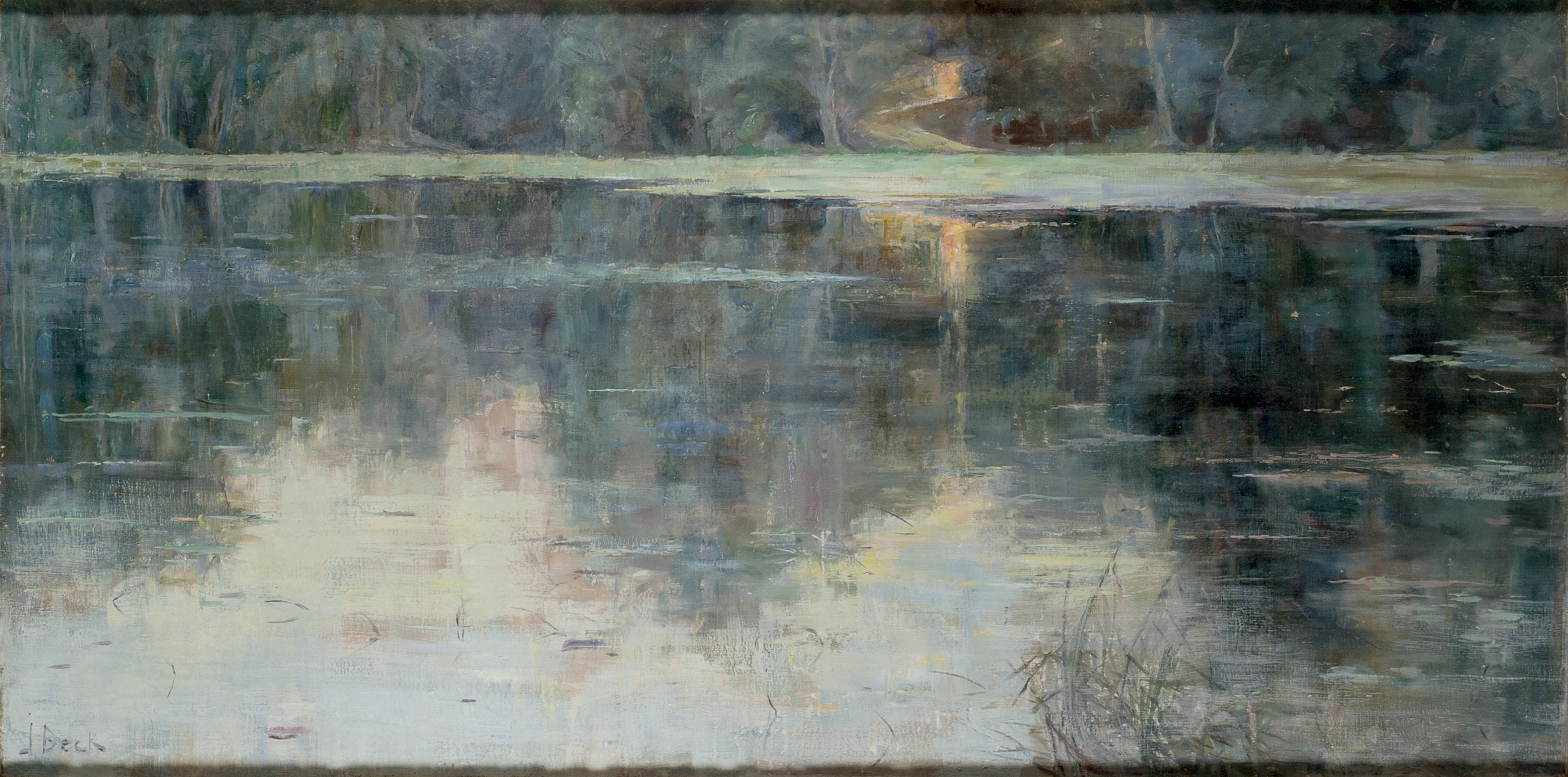
The Last Ray of Sunshine, Nationalmuseum

Julia Beck, door Richard Bergh 1883, Nationalmuseum

Julia Beck stond bekend om haar portretten en mooie schilderijen van landschappen in de stijl van het impressionisme, met name de landschappen met water er in. Haar liefde voor het schilderen van het water komt uit haar latere leven, pas vanaf 1888, voor deze periode schilderde ze vooral portretten. Beck schilderde graag het water en op verschillende momenten van de dag. Op die manier kon ze creatief met het natuurlijke licht omgaan. Het impressionisme heeft namelijk als kenmerken dat de schilderijen vol met kleur en contrast zitten. Daarnaast staat het impressionisme ook bekend om kunstwerken die beelden weergeven die onderdeel zijn van het alledaagse leven. Dit past bij de kunst van Beck, vanwege haar interesse in landschappen en portretten. Gedurende eind 19e eeuw en begin 20e eeuw was er in de kunst een bepaalde stroming, wat een grote interesse in de Japanse cultuur had, het Japonisme. Julia Beck hoorde ook bij deze stroming, in haar schilderijen die ze in Frankrijk of Zweden maakte, zaten vaak elementen uit de Japanse cultuur. Zo gebruikt ze bijvoorbeeld een stijl voor het schilderen van bladeren die gelijk staat aan de stijl uit de Japanse kunst.
Zelf is Julia Beck ook meerdere keren afgebeeld binnen deze stroming. Door een goede vriend van haar Carl Larsson, is ze zelf als een Japanse vrouw afgebeeld. In dit kunstwerk zie je Beck in een kimono staan met opgestoken haren en een waaier in haar hand. Op een ander portret van Julia Beck, door kunstenaar en vriend Richard Bergh uit 1883, is ze opnieuw afgebeeld met een Japanse waaier in haar hand, een element uit de Japanse cultuur. 
- Gemeinsame Normdatei: 1028223862
- International Standard Name Identifier: 0000 0000 9740 1804
- KulturNav: c3b7ae84-4dd3-4a43-bf56-394e80a0a26b
- Library of Congress Control Number: no2012155290
- Base Léonore: LH//160/81
- RKD-Nederlands Instituut voor Kunstgeschiedenis: 269749
- LIBRIS: 358666
- Système universitaire de documentation: 169458776
- Union List of Artist Names: 500157919
- Virtual International Authority File: 107149108398668780000